# Igor Girkin
Igor Wsiewołodowicz Girkin ps. Igor (Iwanowicz) Striełkow, ros. Игорь Всеволодович Гиркин, ps. „Игорь (Иванович) Стрелков” (ur. 17 grudnia 1970 w Moskwie) – oficer rosyjski, były żołnierz kontraktowy, w latach 1996–2013 funkcjonariusz FSB w stopniu pułkownika, uczestnik wojny o Naddniestrze, wojny w Bośni i Hercegowinie, I wojny czeczeńskiej, II wojny czeczeńskiej, aneksji Krymu, wojny w Donbasie oraz inwazji Rosji na Ukrainę. Komentator polityczny i publicysta. Ścigany przez ukraińską prokuraturę i SBU za zbrodnie wojenne oraz międzynarodowym listem gończym za zestrzelenie samolotu Malaysia Airlines. Zaocznie skazany przez holenderski sąd na dożywocie. Odpowiada za porwanie obserwatorów OBWE. Objęty sankcjami Unii Europejskiej.
W 2014 r. był głównodowodzącym prorosyjskich separatystów, bojówek w Słowiańsku i Doniecku (tzw. Samoobrony Donieckiej Republiki Ludowej lub Zjednoczonej Armii Południowo-Wschodniej) oraz tzw. Ministrem Obrony Donieckiej Republiki Ludowej od 15 maja 2014 do 14 sierpnia 2014 r. Następnie szef sztabu prorosyjskich separatystów.

## Życiorys

### Wczesne lata
Jego rodzicami byli: Ałła Iwanowna Girkina, z domu Runowa (ros. Алла Ивановна Гиркина) i Wsiewołod Ignatjewicz Girkin (ros. Всеволод Игнатьевич Гиркин). Dziadek ze strony ojca był oficerem lotnictwa i inżynierem wojskowym, walczył w wojnie radziecko-japońskiej, zaś dziadek ze strony matki walczył w Armii Czerwonej podczas II wojny światowej, między innymi w bitwie pod Moskwą, bitwie na łuku kurskim i obronie Woroneża.
Girkin ukończył szkołę średnią nr 249 w Moskwie, w latach 1987–1992 studiował w Moskiewskim Instytucie Historyczno-Archiwistycznym. Interesował się historią i brał udział w rekonstrukcjach historycznych. W latach dziewięćdziesiątych nawiązał współpracę z Aleksandrem Prochanowem i zaczął publikować artykuły w gazecie „Zawtra”, której Prochanow był redaktorem naczelnym.

### Armia rosyjska
Od 1992 r. Girkin walczył w wojnie domowej w Mołdawii, wspierając odłączenie od kraju terenów Naddniestrza, następnie w Bośni i Hercegowinie, popierając prorosyjskich Serbów. W latach 1993–1994 odbył służbę wojskową i został żołnierzem kontaktowym armii rosyjskiej w jednostce zmotoryzowanej. W 1995 r. walczył w I wojnie czeczeńskiej (6 Witebsko-Nowogródzka Gwardyjska Dywizja Zmechanizowana).

### FSB i kwestia danych osobowych
W 1998 r. jako funkcjonariusz FSB został oddelegowany do Dagestanu, następnie od 1999 r. do 2005 r. brał udział w II wojnie czeczeńskiej, zajmując się walką z czeczeńskimi partyzantami z ramienia FSB. O działaniach służb w czeczeńskiej wiosce Maskier-Jurt w rejonie szalińskim napisał opowiadanie pod tytułem „Przygody zbirów” (ros. „Приключения отморозков”), którego zdecydował się nie publikować, a pytany o przyczynę wyjaśnił:

Nie należy go publikować, ponieważ ludzie, których chwytaliśmy, co do zasady znikali bez śladu po przesłuchaniu. Wypuszczaliśmy tylko „przypadkowe” osoby. Pozostali nie stawali przez sądem. Krótko mówiąc: nie należy publikować.

W latach 1996–2013 Girkin używał nazwiska Striełkow, utworzonego od rosyjskiego słowa „striełok” (ros. стрелок), oznaczającego strzelca. Zarazem jest to prawdziwe nazwisko jego babci ze strony ojca. Daty pokrywają się z jego pracą dla FSB, ale w niektórych źródłach (głównie starszych, powstałych przed 2015 r.) figuruje jako pracownik GRU.
Sam twierdzi:

Nazywam się Igor Girkin. Striełkowem stałem się, gdyż takie nazwisko znajdowało się w dokumentach stanowiących kamuflaż dla mojej pracy. Nigdy nie służyłem w GRU, byłem pracownikiem FSB.

Okoliczności rozpoczęcia współpracy relacjonował w słowach:

Jeden z moich znajomych, który już służył w FSB, namówił mnie, żebym się zgłosił. Zapytałem, jak FSB odniesie się do moich poglądów. Jestem patriotą, przy czym nie popieram Jelcyna, nie mogę go znieść. […] Odpowiedział: „najważniejsze, żeby nie trąbić o tym na lewo i prawo, a kto wie, ten wie”. Później okazało się, że mój życiorys przypadł do gustu mojemu przyszłemu przełożonemu.

Ze słów Girkina wynika, że w 2013 r. przestał pracować dla FSB i przeszedł do rezerwy w stopniu pułkownika na skutek konfliktów z przełożonymi. Twierdził:

Nie chciałem rezygnować. Wyrzucili mnie. […] Oficjalnie zostałem zwolniony z powodu reorganizacji, a nieoficjalnie: popadłem w ciężki konflikt z naczelnikiem oddziału, którego byłem zastępcą. W tym czasie traktowali mnie jak czarną owcę, gdyż nie kryłem swoich poglądów i byłem im wierny.

W maju 2014 r. Anonymous opublikował prywatne wiadomości e-mail Girkina, z których wynika, że od 1996 r. do końca marca 2013 r. pracował w FSB.
Dziennikarze „The Insider” i Bellingcat analizowali powyższe maile oraz dokumenty używane przez Girkina do zakupu biletów lotniczych i zidentyfikowali trzecie nazwisko, którym się posługiwał w późniejszym terminie. W grudniu 2014 r. odbył wraz z żoną lot jako Siergiej Wiktorowicz Runow (ros. Сергей Викторович Рунов), urodzony 12 maja 1970 r. Taka osoba nie istnieje w bazach danych, a Runow to nazwisko panieńskie matki Girkina. Za pomocą powyższego dokumentu od 2014 r. do 2016 r. dokonywał zakupów biletów lotniczych, na potrzeby podróży z żoną.

### Marshall Capital Partners
Po odejściu z FSB Girkin rozpoczął pracę jako konsultant ds. bezpieczeństwa w Marshall Capital Partners, za którą jak twierdził obiecano mu pensję w wysokości 7–8 tys. dolarów miesięcznie. MCP to fundusz inwestycyjny należący do oligarchy Konstantina Małofiejewa, jednego ze sponsorów separatystów na Krymie i podczas wojny w Donbasie.

### Euromajdan
W 2013 r. Girkin udał się do Kijowa, gdzie obserwował protesty podczas Euromajdanu i jak twierdzi czuł wobec uczestników pogardę i politowanie. Określił Euromajdan jako proces służący oderwaniu Ukrainy od Rosji, przejściu Ukrainy do grupy państw UE, którego uczestnicy nie zdawali sobie sprawy, że taka postawa zakończy się wojną.

### Aneksja Krymu
Girkin twierdzi, że przybył na Krym 21 lutego 2014 r. z grupą uzbrojonych bojowników, którzy zmusili miejscowych deputowanych, aby zagłosowali za przyłączeniem do Rosji. Rzecz miała miejsce w Symferopolu, o czym Girgin opowiadał w słowach:

deputowanych zbierali bojownicy, żeby zaprowadzić ich do sali w celu przyjęcia uchwały [o aneksji Krymu]. Byłem jednym z dowódców tych bojowników.

W wywiadzie dla „Zawtra” poinformował, że był również doradcą Siergieja Aksionowa.
Girkin wielokrotnie nazywał Krym częścią „Noworosji”. Taką nazwę nosi również jego organizacja, stojąca na stanowisku, że południowa i wschodnia Ukraina to „Nowa Rosja”, która powinna podlegać władzom w Moskwie. W wywiadzie dla „Zawtra” powiedział:

Kiedy doszło do wydarzeń na Krymie, stało się jasne, że nie skończy się tylko na nim. Krym, jako część Noworosji, był kolosalnym nabytkiem, diamentem w koronie Rosyjskiego Imperium, ale odciętym przez wrogi kraj. Nie o to chodziło.

Girkin twierdzi, że faktycznie to on jest autorem przemówienia Aksionowa z marca 2014 r. do narodu ukraińskiego, które Aksionow tylko przeczytał. Dowodził w nim, że Ukraina nie będzie istnieć jako państwo bez przyjaźni z Rosją i nie należy walczyć o Krym. Następnie przyjął od Aksionowa pieniądze na dalszą działalność w Donbasie, gdyż wsparcie od Małofiejewa było w tym momencie zbyt małe.

### Wojna w Donbasie

#### Słowiańsk

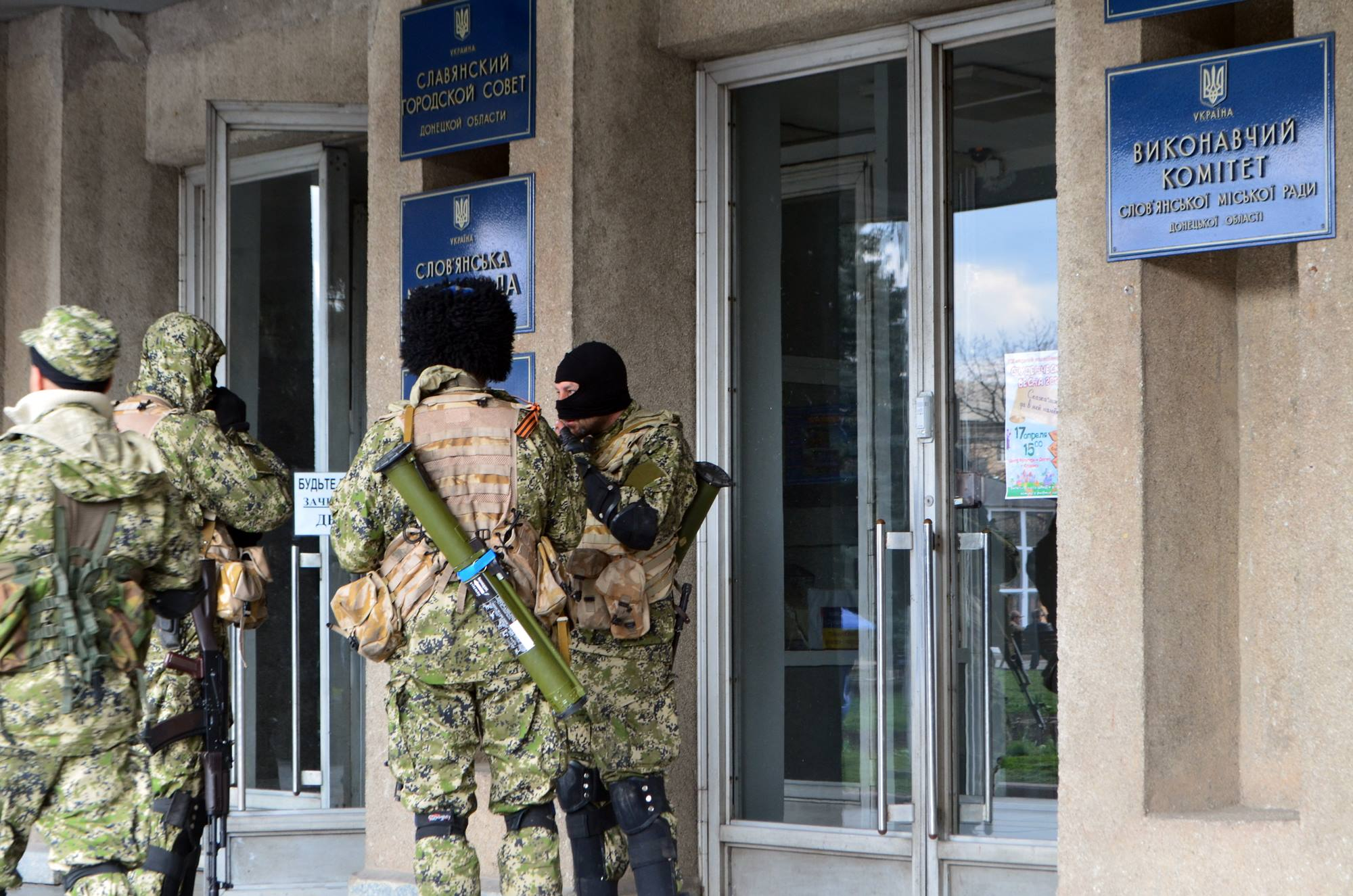
Bojownicy Girkina przez budynkiem administracji Słowiańska, 14.04.2014 r.

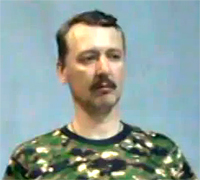
Girkin w Słowiańsku, 2014 r.

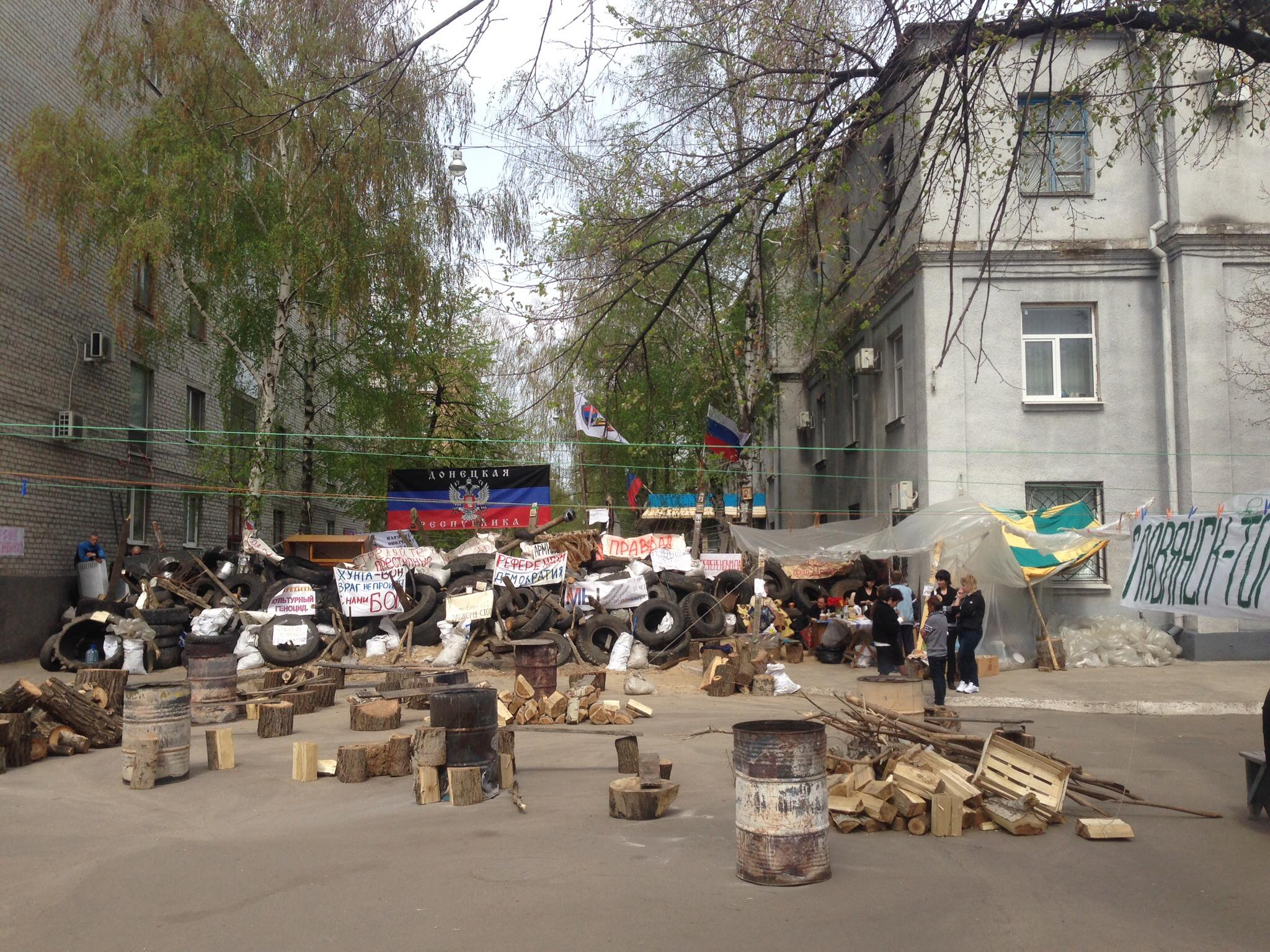
Barykada w Słowiańsku (mająca utrudnić dostanie się do miasta wojskom ukraińskim) z flagami DRL i Rosji. Napis na jednym z transparentów: „Bóg jest z nami”. Kwiecień 2014 r.

Nocą z 11 na 12 kwietnia 2014 r. Girkin z grupą uzbrojonych bojowników przekroczył granicę i trafił do Słowiańska w obwodzie donieckim na Ukrainie, gdzie dowodził grupą separatystów Donieckiej Republiki Ludowej. Było z nim 54 mężczyzn, których zrekrutował jeszcze na Krymie i wyposażył w broń należącą do Ukraińców, co wyjaśnił w słowach:

Dzięki dawnym znajomościom udało mi się dostać do ukraińskiego magazynu wojskowego. Otrzymaliśmy 150 karabinów i cztery RPD.

Wspominał, że początkowo nikt nie chciał toczyć walk i że z jego rozkazu zajęto szturmem posterunek policji. Wkrótce ludzie Girkina wprowadzili w mieście i najbliższej okolicy terror, co było przedmiotem dochodzenia ukraińskiej prokuratury, badań organizacji międzynarodowych oraz jednym z powodów nałożenia na niego sankcji.
W Słowiańsku działał sąd wojenny (zwany też trybunałem wojennym), który skazywał ludzi na śmierć, zaś Girkin brał udział w obradach i zatwierdzał wyroki. Procesy odbywały się z naruszeniem elementarnych zasad prawa, a sam Girkin powoływał się na radziecki dekret z czasów II wojny światowej.
Zarówno ukraińskie, jak i rosyjskie media publikowały zdjęcie rozkazu zabicia dwóch ludzi, podpisanego przez Girkina (nazwiskiem Striełkow) w maju 2014 r., w którego treści pojawia się uzasadnienie prawne: „na podstawie Dekretu Przewodniczącego Prezydium Rady Najwyższej ZSRR z 22.06.1941 r. o stanie wojennym – przygotować do kary śmierci przez rozstrzelanie”. Powyższy dekret został sporządzony przez Michaiła Kalinina w dniu ataku Niemiec na ZSRR i tyczył się ówczesnych trybunałów wojskowych, mających utrzymać dyscyplinę w wojsku oraz koordynować powszechną mobilizację. Automatycznie przestał obowiązywać w 1945 r., wraz z końcem II wojny, kiedy zniesiono wywołany nią stan wyjątkowy. W maju 2014 r. Girkin potwierdził wydawanie wyroków w wywiadzie dla RIA Nowosti, a strona rosyjska temu nie zaprzeczyła, nie zanegowała autentyczności zdjęcia podpisanego rozkazu i nie zgłosiła zastrzeżeń do podstawy prawnej. 17 czerwca 2014 r. Girkin (nazwiskiem Striełkow) podpisał wyrok śmierci przez rozstrzelanie na mieszkańcu Słowiańska z taką samą podstawą prawną.
W wywiadzie dla news.ru Girkin potwierdził, że wydawał rozkazy rozstrzelania, zaznaczając, że oficjalnie było ich cztery i żadnego nie wykonał osobiście, przy czym w wywiadzie dla Dmitrija Gordona powiedział, że sam zastrzelił jednego człowieka.
Rosyjski serwis Gazeta.ru potwierdza, że w Słowiańsku zastrzelono 10 osób, a w obwodzie donieckim wykonano 150 wyroków śmierci, przy czym w jego opinii wszyscy zabici byli szabrownikami lub bandytami. Strona ukraińska stoi na stanowisku, że działanie trybunału było bezprawne, a ofiarami terroru wprowadzonego przez Girkina padli również przeciwnicy samozwańczych władz lub przypadkowi ludzie. Witalij Portnikow nazwał ludzi Girkina „oddziałem bandytów, przeszkolonych przez rosyjskie służby specjalne”, który udał się na terytorium Ukrainy, aby wszczynać tam zamieszki. Kwestia trybunału w Słowiańsku została poruszona w polskim raporcie „Rosyjskie zbrodnie na Wschodniej Ukrainie w 2014 roku”, przekazanym do Parlamentu Europejskiego i Międzynarodowego Trybunału Karnego w Hadze. Wskazano w nim, że do rejonowego aresztu milicji w Słowiańsku trafiali nie tylko przestępcy, ale też więźniowie polityczni, na których zeznania wymuszano siłą i opublikowano zdjęcie wyroku podpisanego przez Girkina.
26 kwietnia 2014 r. zaginęło czterech obserwatorów OBWE, których przetrzymywano w Słowiańsku. Z ustaleń służb wywiadowczych wynikało, że za porwaniem stał Girkin i podlegli mu ludzie. Następnie zaginęło dwóch ukraińskich dziennikarzy. Z ustaleń Amnesty International wynikało, że są przetrzymywani w Słowiańsku, zaś organizacja apelowała o ich uwolnienie.

#### Funkcje i stanowiska

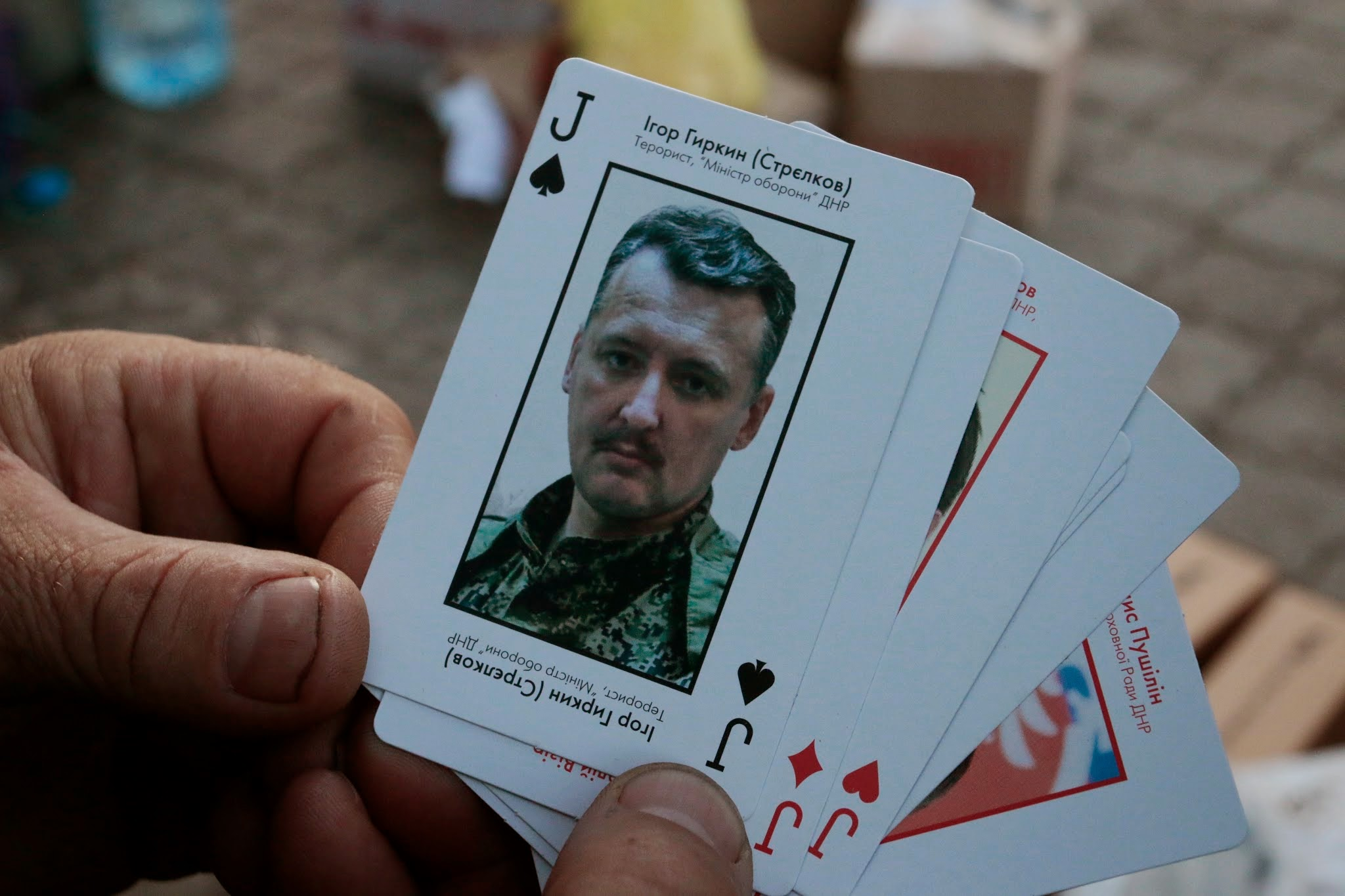
Zdjęcie Girkina na ukraińskiej talii kart ludzi odpowiedzialnych za wojnę w Donbasie (stworzonej na podobieństwo Amerykańskiej Talii Kart). Podpis: terrorysta, „minister obrony” DRL.

13 kwietnia 2014 r. ukraińskie władze rozpoczęły operację antyterrorystyczną przeciw separatystom dowodzonych przez Girkina.
12 maja separatyści z obwodu donieckiego i ługańskiego przyjęli uchwały o suwerenności Donieckiej Republiki Ludowej i Ługańskiej Republiki Ludowej, które planowali zjednoczyć, zgodnie z koncepcją Noworosji.
Tego dnia Girkin samodzielnie ogłosił się naczelnym dowódcą sił zbrojnych Donieckiej Republiki Ludowej i zaapelował do Rosji o pomoc wojskową. Wydał dekret ustanawiający, że wszystkie formacje wojskowe, służby bezpieczeństwa, policja i prokuratura podlegają jego zwierzchnictwu i mają wykonywać jego rozkazy. Jednocześnie poinformował, że wprowadza operację antyterrorystyczną przeciw Ukrainie. W myśl wydanego dekretu wszyscy żołnierze ukraińscy ze wskazanych przez niego ugrupowań (między innymi Gwardia Narodowa Ukrainy i batalion „Donbas”) mieli być: „zatrzymani, rozbrojeni, a w przypadku stawiania oporu – zabici na miejscu”.
15 maja Rada DRL wybrała Girkina Ministrem Obrony DRL.
Dzień później Girkin (z ramienia Ministra Obrony, którym już był) ogłosił sam siebie komendantem wojskowym Doniecka i zarządził w mieście stan wojenny w celu przygotowania go do oblężenia.
17 maja Girkin nagrał film z przemówieniem, w którym wyraził zdziwienie i niezadowolenie z faktu, że okoliczni mieszkańcy nie chcą walczyć w jego ugrupowaniu przeciw wojskom ukraińskim. Powiedział:

Zdobyliśmy broń. Przejęliśmy ją z magazynów, zabraliśmy ukraińskiej armii i policji, kupiliśmy od nielegalnych handlarzy za niewyobrażalne pieniądze. Jest broń… […] Ale co widzimy? Wszystko, tylko nie tłumy ochotników w naszym sztabie. […] Łącznie w obwodzie donieckim mieszka 4,5 miliona ludzi… Szczerze przyznaję: nie spodziewałem się, że na cały obwód nie znajdzie się tysiąc chętnych mężczyzn, gotowych zaryzykować życiem.

Znaczną część mieszkańców regionu stanowili Ukraińcy, którzy nie chcieli walczyć przeciw wojsku ze swojego kraju. Zarazem, zdaniem Ośrodka Studiów Wschodnich, doszło wówczas do rozłamu i konfliktów wśród separatystów. W tym czasie Girkin znajdował się w Słowiańsku, ale jego działania zdestabilizowały praktycznie cały obwód doniecki. Oddziały dowodzone przez Girkina wycofały się ze Słowiańska nocą z 4 na 5 lipca, kiedy teren został opanowany przez wojska ukraińskie.
14 sierpnia 2014 r. przestał być Ministrem Obrony DRL (oficjalnie z powodu przejścia do innej pracy), a jego stanowisko zajął Władimir Kononow. Wedle nieoficjalnych źródeł niepowodzenia Girkina w obwodzie nie spodobały się Putinowi. Prorosyjski separatyzm na Ukrainie w 2014 r. w propagandzie rosyjskiej określany jest mianem „rosyjska wiosna”, który to termin spopularyzował między innymi Girgin, nazywany jej symbolem.

#### Zestrzelenie samolotu Malaysia Airlines
17 lipca 2014 r. w pobliżu wsi Hrabowe w obwodzie donieckim doszło do zestrzelenia samolotu Malaysia Airlines, w wyniku czego śmierć poniosło 298 osób znajdujących się na pokładzie. Tego samego dnia na profilu Girkina w serwisie VK (o nazwie: Сводки от Стрелкова Игоря Ивановича) umieszczono wpis informujący o zestrzeleniu samolotu z komentarzem:

Uprzedzaliśmy: nie latać po „naszym niebie”.

Wpis został usunięty po tym, gdy wywiad amerykański na podstawie przechwyconych rozmów telefonicznych oskarżył Girkina i jego ludzi o dokonanie zamachu.
Na ten temat z Girkinem rozmawiał rosyjski dziennikarz Aleksiej Żabin:

Żabin: Co się stało 17 lipca 2014 roku?

Girkin: 17 lipca… O ile dobrze pamiętam, zestrzelili Boeinga.

Żabin: Ludowa Milicja Donbasu zestrzeliła Boeinga?

Girkin: Milicja nie zestrzeliła Boeinga i więcej nie będę komentować.

Żabin: Są trzy wersje: rosyjska, ukraińska i milicji. Komu wierzyć?

Girkin: Mnie. Powiedziałem Panu absolutną prawdę. Milicja nie zestrzeliła Boeinga. Wszystko.

### Podczas rosyjskiej inwazji na Ukrainę w 2022 roku

#### Komentarze polityczne
Od początku rosyjskiej inwazji na Ukrainę zajmował się aktywnym komentowaniem przebiegu konfliktu oraz stanu rosyjskiej armii, głównie w serwisie istrelkov.ru, w serwisie VK (konto „strelkov_info”) i przez Telegram (konto „strelkovii”). Jego konto jest parodiowane przez satyryczny kanał o nazwie „Czy Striełkow dzisiaj zrzędził?”, oznaczone portretem Girkina na tle ukraińskiej flagi, w którym wszystkie wpisy brzmią: „Tak, Igor Striełkow dzisiaj zrzędził”. Ponadto nagrywa filmy z dyskusjami z udziałem zaproszonych gości, m.in. Władimira Kwaczkowa, pułkownika GRU.
29 marca 2022 roku Girkin wezwał do ogólnej mobilizacji. 21 kwietnia wyraził opinię, że „bez przynajmniej częściowej mobilizacji w Federacji Rosyjskiej niemożliwe i wysoce niebezpieczne będzie przeprowadzenie głębokiej ofensywy strategicznej przeciwko tak zwanej Ukrainie”.
13 maja Girkin ostro skrytykował rosyjskiego ministra obrony Siergieja Szojgu, oskarżając go o „kryminalne niedbalstwo” w przeprowadzeniu inwazji.
23 sierpnia nazwał Putina „klaunem”. W przeciwieństwie do liberalnej i prodemokratycznej opozycji wobec Władimira Putina ultranacjonaliści i działacze prowojenni, tacy jak Girkin, są uważani za nietykalnych, ponieważ chronią ich wysocy rangą członkowie służb wojskowych i wywiadowczych.
Po ukraińskiej kontrofensywie w obwodzie charkowskim we wrześniu 2022 roku przepowiedział całkowitą klęskę wojsk rosyjskich w prowadzonej wojnie. Oznajmił także, że pełna mobilizacja w Rosji jest „ostatnią szansą” na zwycięstwo.
12 września nazwał rosyjskie ataki na ukraińskie elektrownie „bardzo pożytecznymi”. Powiedział również, że minister obrony Siergiej Szojgu powinien zostać stracony przez pluton egzekucyjny i wezwał do użycia taktycznej broni jądrowej przeciwko Ukrainie.

#### Front
15 października 2022 r. usiłował dołączyć do sił zbrojnych walczących po stronie Rosji, w tym do jednego z batalionów ochotniczych. W związku z tym poszukiwany jest przez ukraiński wywiad, a także wystawiono za jego schwytanie nagrodę w wysokości 100 tysięcy dolarów, którą ukraiński prawnik Serhij Sternienko zadeklarował powiększyć o 30 tysięcy dolarów z prywatnego majątku. Według doniesień 15 sierpnia Girkin został zatrzymany na Krymie podczas próby dotarcia na linię frontu w pobliżu Chersonia, co okazało się nieprawdą. Wrócił z frontu i od 5 grudnia 2022 roku znowu był w Moskwie, ponieważ trzykrotnie odmówiono mu udziału w walkach.

## Śledztwa i wyroki

### Prokuratura ukraińska
W maju 2014 r. Prokuratura Generalna Ukrainy wszczęła dochodzenie przeciw Girkinowi, oskarżając go o to, że od marca do kwietnia 2014 r. kierował grupą o charakterze terrorystycznym, która organizowała zamieszki na terenie obwodu charkowskiego, ługańskiego i donieckiego oraz Krymu, stosowała przemoc i tortury wobec obywateli Ukrainy, doprowadziła do śmierci ludzi, niszczyła mienie i podpalała budynki. Analogiczne dochodzenie prowadzi Służba Bezpieczeństwa Ukrainy, a w późniejszym terminie Girkina oskarżono również o zbrodnie wojenne, w tym udział w zestrzeleniu samolotu pasażerskiego Malaysia Airlines.

### Raport UNHCHR
Girkin pojawia się w raporcie Wysokiego komisarza Narodów Zjednoczonych do spraw praw człowieka z 15 czerwca 2014 r. jako osoba, której podpisy znajdowały się na protokołach przesłuchań ludności cywilnej w Słowiańsku i protokołach trybunału wojskowego, wydającego wyroki śmierci (w chwili publikacji raportu rzecz była przedmiotem weryfikacji i dochodzenia prokuratury).

### Prokuratura holenderska
19 czerwca 2019 holenderska prokuratura zarzuciła mu zestrzelenie samolotu Malaysia Airlines i w związku z tym oskarżyła o zabójstwo oraz wydała międzynarodowy nakaz aresztowania. W 2022 roku holenderski sąd zaocznie skazał go na dożywocie i nakazał wypłacenie 16 milionów euro zadośćuczynienia rodzinom ofiar.

### Stanowiska Girkina
W maju 2020 r. Girkin udzielił wywiadu ukraińskiemu dziennikarzowi Dmitrijowi Gordonowi, który został opublikowany na kanale Gordona (o nazwie Дмитрий Гордон) w serwisie YouTube. Powiedział, że na jego bezpośredni rozkaz zabito co najmniej czterech obywateli Ukrainy, użył sformułowania:

czasami grzebaliśmy [zwłoki], nawet nie wiedząc kto to był.

Przyznał, że zlecił egzekucję dwóch Ukraińców, których ciała ze śladami tortur znaleziono w kwietniu 2014 r. w rzece pod Słowiańskiem (ofiary to: Jurij Poprawka, lat 19 i Jurij Diakowski, lat 25) i był współodpowiedzialny za zamordowanie Władimira Rybaka, radnego miasta Gorłówka, za to, że próbował wywiesić ukraińską flagę na budynku urzędu miejskiego. Śledztwa w sprawie śmierci powyższych mężczyzn od 2014 r. prowadziła ukraińska prokuratura. Girkin pytany o zestrzelenie samolotu udzielił niejednoznacznej odpowiedzi. Poinformował, że może ponosić za to pośrednią odpowiedzialność, choć jednocześnie twierdził, że nie zrobili tego wojskowi.

## Proces i wyrok w Rosji

### Wydarzenia poprzedzające

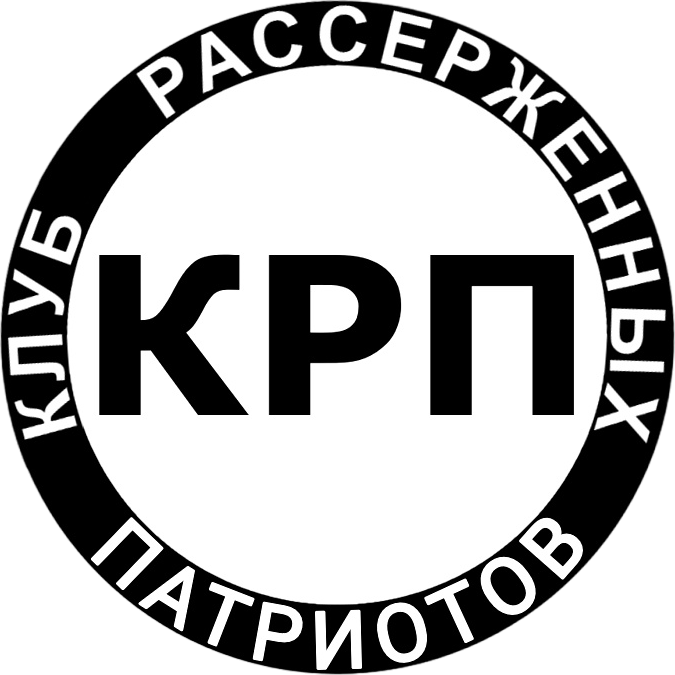
Jedna z wersji logo Klubu Rozsierdzonych Patriotów.

Pierwsze publikacje w rosyjskich mediach informujące, że Girkin podważa decyzje prezydenta, nie odnosi się do niego z szacunkiem i nie powinien przebywać na wolności, pojawiły się w styczniu 2023 r.
1 kwietnia 2023 r. Girkin założył organizację „Klub Rozsierdzonych Patriotów” (ros. Клуб рассерженных патриотов), zrzeszający ludzi o nacjonalistycznych poglądach, popierających inwazję na Ukrainę i pragnących zreformować Rosję. W maju otwarto filię w Petersburgu, kolejną w Sewastopolu, rekrutowano nowych członków, a Girkin zapowiadał dalszy rozwój struktur lokalnych.
W coraz ostrzejszych słowach krytykował nie tylko sposób prowadzenia wojny, ale również samego Putina. Zarzucił mu: „żałosne zrzędzenie”, „brak męskości”, niekompetencje, nazwał „tchórzliwą miernotą”, sugerował wysłanie na front. Oświadczył między innymi: „Ubolewam, że Putin nie jest kobietą. Niezbyt inteligenta kobieta o słabym charakterze mogłaby mieć udanych adoratorów”. Wypowiedzi były podchwytywane i przedrukowywane przez zagraniczne media (w szczególności ukraińskie), co wywołało niezadowolenie w Rosji. Doszło do sprzeczności: klub kierował przekaz do zwolenników wojny, ale ci ludzie byli w dużej mierze lojalni wobec władzy.

### Areszt

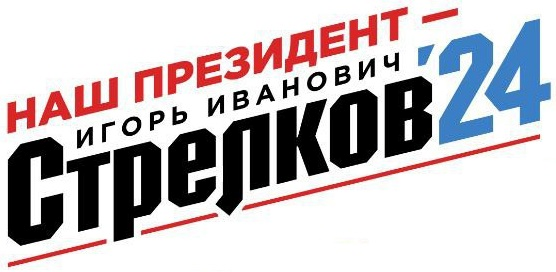
Logo niedoszłej kampanii prezydenckiej „Nasz prezydent Igor Iwanowicz Striełkow’24”, z nieprawdziwym nazwiskiem i imieniem odojcowskim (faktycznie: Wsiewołodowicz Girkin).

Dmitrij Pietrowski, były deputowany partii Jedna Rosja, złożył zawiadomienie do prokuratury na Girkina, zaś jego organizację nazwał „Klubem rozsierdzonych idiotów”.
18 lipca 2023 r. FSB wszczęło postępowanie karne przeciw swojemu byłemu pracownikowi. 21 lipca 2023 Girkin został zatrzymany i doprowadzony do jednego z moskiewskich aresztów śledczych. Postawiono mu zarzuty z 282 artykułu Kodeksu karnego FR o podżeganie do działalności ekstremistycznej. Prosił o areszt domowy, na co nie wyrażono zgody (między innymi z powodu sprzeciwu FSB).
4 sierpnia żona Girkina napisała list do Putina z prośbą o zwolnienie męża, którego nazwała bohaterem wydarzeń w Donbasie, służącym Bogu i ojczyźnie. 12 sierpnia areszt przedłużono. 30 sierpnia Girkin opublikował oświadczenie wyliczające 6 cech sprawiających, że będzie lepszym kandydatem na prezydenta Rosji niż obecnie urzędujący. W listopadzie poinformował, że pragnie startować w wyborach prezydenckich (kampanię planował prowadzić z aresztu, o ile nie zostanie wypuszczony), ale komitet wyborczy nie został formalnie zarejestrowany, gdyż czterech notariuszy odmówiło wykonania niezbędnych czynności.
Nawalny i Chodorkowki stali na stanowisku, że Girkina można uważać za więźnia politycznego. Nie zgadzało się z tym Stowarzyszenie Memoriał, podkreślające, iż dokonane przez niego zbrodnie wykluczają taką klasyfikację i protestujące przeciw nazywaniu Girkina terminem zarezerwowanym dla niewinnych osób, prześladowanych przez reżim.

### Wyrok
25 stycznia 2024 r. Girkin został skazany na cztery lata pozbawienia wolności za nawoływanie do ekstremizmu przez internet oraz trzyletni zakaz administrowania stronami internetowymi.
Jego adwokat twierdził, że w materiale dowodowym znajdowały się dwa posty zamieszczone na Telegramie 25 maja 2022 roku. W pierwszym była mowa o Krymie, w drugim Girkin napisał, że rodziny żołnierzy ze 105. i 107. pułku sił zbrojnych DRL od trzech miesięcy nie dostały żołdu. Jego oświadczenie nie zostało zweryfikowane. Akta sprawy i szczegóły procesu od początku nie były jawne z uwagi na ochronę tajemnic państwowych.

### Byli współpracownicy
18 lipca 2023 r., rozpoczęło się dochodzenie w sprawie współpracującego z Girkinem Władimira Kwaczkowa, pułkownika GRU. Został skazany za dyskredytację rosyjskiej armii i ukarany grzywną.
Pawieł Gubariew (podwładny Girkina podczas wojny w Donbasie, następnie lider Klubu Rozsierdzonych Patriotów) opublikował trzyczęściowy artykuł, w którym omówił wydarzenia z Donbasu oraz stwierdził, że: lokalne struktury klubu najprawdopodobniej miały służyć organizacji wyborów na prezydenta, o czym nie wiedział, a współpraca z Girkinem jest trudna, z uwagi na wywoływane przez niego konflikty, nieprzewidywalne decyzje, intrygi i wykorzystywanie podwładnych do własnych celów.

## Sankcje
29 kwietnia 2014 r. Girkin został objęty sankcjami UE w związku z incydentami w Słowiańsku i współpracą z Siergiejem Aksionowem. W dokumencie zidentyfikowano go jako pracownika GRU. Girkin twierdzi, że nie pracował dla GRU, tylko dla FSB.

## Poglądy i działalność polityczna

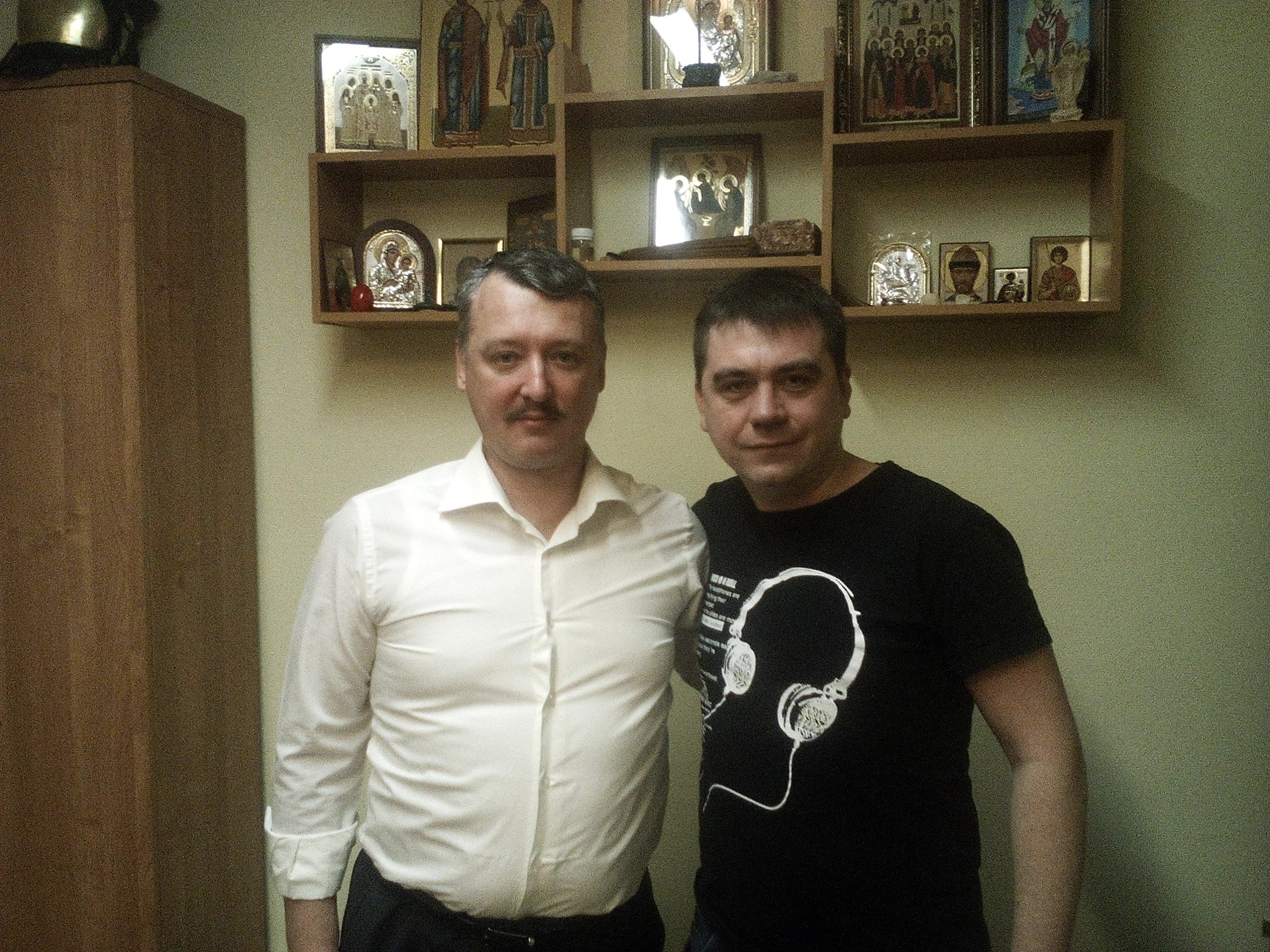
Girkin w biurze organizacji Noworosja, 2016 r.

### Religia
Girgin deklaruje się jako osoba głęboko wierząca, prawosławny chrześcijanin, inne wyznania chrześcijańskie, a zwłaszcza katolicyzm uważa za herezję. W swoim serwisie internetowym składa czytelnikom życzenia z okazji świąt religijnych, martwi go również zbyt mała liczba świątyń na terenie Rosji.

### Polityka
Jest monarchistą. Za swojego idola uważa Michaiła Drozdowskiego, jednego z dowódców białych podczas wojny domowej w Rosji.
W 2014 r. Girkin został jednym z liderów ruchu społecznego Noworosja, który stawiał sobie za cel przyłączenie do Rosji ziem nazywanych Noworosją (faktycznie będących częścią południowej i wschodniej Ukrainy). W 2015 r. brał udział w powstaniu ruchu politycznego Komitet 25 Stycznia, który zadeklarował chęć przyłączania do Rosji ziem, które zdaniem twórców Komitetu były rosyjskie (faktycznie znajdowały się na terytorium Białorusi, Ukrainy i Kazachstanu). Z badań Centrum Lewady wynikało, że w 2015 r. popularność Girkina w Rosji wzrosła do 27%, dlatego zakładano, że wystartuje w wyborach do Dumy. Poparcie dla Komitetu 25 Stycznia znacznie osłabło, kiedy opuścili go Eduard Limonow, lider partii Inna Rosja oraz Władisław Karabanow, redaktor serwisu RIA.
W 2016 r. przed wyborami parlamentarnymi Girkin wystąpił na zjeździe partii Komuniści Rosji, z którą chciał nawiązać współpracę, ale nie dostał się na listę wyborczą.
W listopadzie 2023, Reuters doniósł o zamierze Girkina w kandydowaniu w rosyjskich wyborach prezydenckich w 2023 roku.

## Ordery i odznaczenia
Federacji Rosyjskiej:
- Order Męstwa[133]
- Medal Suworowa[133]
- Medal „Za powrót Krymu” (w 2019 r. Girkin wystawił go na sprzedaż na aukcji internetowej, wyjaśniając, że ma problemy finansowe[134])
- Medal FSB „Za zasługi w służbie wojskowej” 1 stopnia[10]
- Medal FSB „Za zasługi w służbie wojskowej” 2 stopnia[10]

DRL:
- Tytuł „Bohater Donieckiej Republiki Ludowej”, który 4 listopada 2014 r. nadał mu Aleksandr Zacharczenko[135]
- Order Świętego Mikołaja Cudotwórcy 2 stopnia[10]

## Rodzina
Girgin był trzykrotnie żonaty. Z pierwszą żoną ma syna, z drugą żoną Wierą Olegowną Nikitiną dwóch synów: Andrieja ur. w 2004 r. i Iwana ur. w 2005 r.
Jego trzecią żoną jest Mirosława Siergiejewna Reginskaja (ros. Мирослава Сергеевна Регинская), ur. w 1993 r., prorosyjska aktywistka pochodząca z Krymu, którą poślubił w dniu swoich 44 urodzin. Ma z nią córkę Ilianę, urodzoną w 2016 r. Wedle ustaleń Centrum „Myrotworeć” Reginskaja była kierowniczką fundacji Noworosja, powiązanej z organizacją Girkina.
23 marca 2022 r. jej ojciec Siergiej Sitolenko zginął pod Awdijiwką od kuli ukraińskiego snajpera. Reginskaja poinformowała, że walczył na terenie Ukrainy od 2014 r. w trzecim batalionie trzeciej brygady milicji ludowej DRL. Reginskaja angażuje się w działania wspierające wdowy po rosyjskich żołnierzach, którzy zginęli na Ukrainie. Na swoim profilu w serwisie VK publikuje filmy i zdjęcia obdarowanych prezentami. Z jej profilu pochodziły materiały o wdowach, które miały otrzymać futra w ramach rekompensaty za śmierć męża na froncie.

## Twórczość literacka
Girkin jest autorem następujących książek, wydanych w języku rosyjskim:
- „Боснийский дневник” (Dziennik bośniacki), wyd. w 1999 r., literatura faktu, wspomnienia z wojny w Bośni[142].
- „Детектив Замка Хэльдиборн” (Detektyw Zamku Heldiborn), wyd. w 2013 r. powieść detektywistyczna z elementami fantasy, wydana pod nazwiskiem Striełkow. ISBN 978-5-905060-31-1[143].
- „Сказки Заколдованного Замка” (Bajki z zaklętego zamku), wyd. w 2015 r., zbiór opowiadań fantasy dla młodzieży, wydany pod nazwiskiem Striełkow. ISBN 978-5-905060-34-2[144].

Ponadto pisał bajki dla dzieci, opowiadania, wiersze, artykuły prasowe i eseje. W 2016 r. wspólnie z pisarzem Władimirem Aleksandrowiczem Kuczerenkiem (ros. Владимир Александрович Кучеренко), jednym z założycieli Komitetu 25 Stycznia, używającym pseudonimu Maksim Kałasznikow, wydał publikację „С кем будет воевать Россия?” (Z kim będzie walczyć Rosja?).